# (3469) Bulgakov
(3469) Bulgakov es un asteroide perteneciente al cinturón de asteroides, descubierto el 21 de octubre de 1982 por Liudmila Karachkina desde el Observatorio Astrofísico de Crimea (República de Crimea).

## Designación y nombre
Designado provisionalmente como 1982 UL7. Fue nombrado Bulgakov en honor al escritor ruso soviético Mijaíl Bulgákov.